# Bertuğ Yıldırım
Bertuğ Yıldırım, född 12 januari 2002 i Istanbul, är en turkisk fotbollsspelare som spelar för den franska Ligue 1-klubben Stade Rennais och Turkiets landslag.

## Karriär
Yıldırım inledde sin seniorkarriär i Sarıyer 2018. 2021 värvades han av Hatayspor, som han lämnade 2023 för Stade Rennais. Har har sedan 2022 representerat Turkiets landslag på olika juniornivåer. 2023 debuterade för det turkiska A-landslaget. Han medverkade i EM i fotboll 2024.